# SK Jiskra Rýmařov
Sportovní klub Jiskra Rýmařov w skrócie SK Jiskra Rýmařov – czeski klub piłkarski, grający w IV lidze czeskiej, mający siedzibę w mieście Rýmařov.

## Historia
Klub został założony w 1946 roku. W sezonie 2016/2017 wywalczył historyczny awans do Moravskoslezskej fotbalovej ligi.

## Historyczne nazwy
- 1946 – SK Rýmařov (Sportovní klub Rýmařov)
- 1948 – TJ Sokol Rýmařov (Tělovýchovná jednota Sokol Rýmařov)
- 1951 – TJ Sokol Brokát Rýmařov (Tělovýchovná jednota Sokol Brokát Rýmařov)
- 1953 – TJ Jiskra Rýmařov (Tělovýchovná jednota Jiskra Rýmařov)
- 2016 – SK Jiskra Rýmařov, z.s. (Sportovní klub Jiskra Rýmařov, zapsaný spolek)

## Stadion
Domowe mecze klub rozgrywa na stadionie o nazwie Stadion SK Jiskra Rýmařov, położonym w mieście Rýmařov. Stadion może pomieścić 1000 widzów.